# Antonio Sánchez de Orellana y Ramírez de Arellano
Antonio Sánchez de Orellana y Ramírez de Arellano (Zaruma, 13 de junio de 1651 - Latacunga, 1730), primer I marqués de Solanda y Vizconde de Santa Cruz, fue un político y noble español nacido en la Provincia de Quito (actual Ecuador). Ostentó los cargos públicos de Gobernador del Maynas y Corregidor de Loja.

## Biografía
Antonio nació en la ciudad de San Antonio del Cerro de Oro de Zaruma el 13 de junio de 1651, en el seno de una acomodada familia conformada por sus padres, el capitán Clemente Sánchez de Orellana y Goyas, alcalde ordinario y teniente de corregidor de Zaruma, y Jacinta Ramírez de Arellano y Román, ambos naturales de dicha ciudad.

### Matrimonios y descendencia
El 31 de agosto de 1674, contrajo matrimonio en la ciudad de Loja con Leonor de Armas y Bohórquez, hija de Diego Espinosa de los Monteros y de Leonor de Armas y Bohórquez. De este matrimonio tuvo solo un hijo:
- Juan Bautista Sánchez de Orellana y Espinosa de los Monteros, clérigo y oidor de la Real Audiencia de Quito.[2]

Tras el fallecimiento de su primera esposa, se casó por segunda vez en la misma ciudad de Loja el 8 de enero de 1676, esta vez con la joven Elvira Tomasa de Góngora e Inurrigaro, nacida en esa ciudad el 22 de noviembre de 1657. Elvira era hija legítima del capitán Luis Francisco de Góngora, natural de Córdoba, y Francisca Pérez de Inurrigarro, de origen andaluz. De este segundo matrimonio nacieron:
- Pedro Javier Sánchez de Orellana y Góngora, II marqués de Solanda, general de los ejércitos, corregidor de Latacunga y capitán de armas de esa misma jurisdicción.[2]
- Clemente Sánchez de Orellana y Góngora, canónigo de la Catedral de Quito y  calificador del Santo Oficio de la Inquisición.[2]
- Miguel Jerónimo Sánchez de Orellana y Góngora, maestre de campo y gobernador de Jaén de Bracamoros.[2]
- José Dionisio Sánchez de Orellana y Góngora, comisiario de la Inquisición y prebendado de la Catedral de Quito.[2]
- Francisco Javier Sánchez de Orellana y Góngora.
- Juan José Sánchez de Orellana y Góngora, corregidor de Otavalo y posteriormente regidor perpetuo de Quito y gobernador de Quijos y Macas.[2]
- Nicolás Sánchez de Orellana y Góngora, maestre de campo y corregidor de Tarma.[2]
- Antonio Gabriel Sánchez de Orellana y Góngora.
- Francisca de Cristo Sánchez de Orellana y Góngora.
- María de San Vicente Sánchez de Orellana y Góngora.
- Rosa de Santa Elvira Sánchez de Orellana y Góngora.
- María de San Miguel Sánchez de Orellana y Góngora.

## Vida pública
Estuvo vinculado a la administración española desde muy joven. Cuando su padre era Alcalde y Corregidor de Zaruma, Antonio fue nombrado Maestre de Campo de la misma Jurisdicción. Más tarde el rey solicitaría sus servicios como Gobernador del Maynas (actual Perú), y después de su matrimonio en Loja, como Corregidor y Justicia Mayor de dicha ciudad. Desde su juventud fue muy trabajador y cumplidor con sus quehaceres asignados. Su Primer oficio lo ejerció como Alcalde Ordinario en Zaruma a la edad de 26 años. Asimismo sirvió en Loja con los empleos de Alcalde Ordinario, Tesorero de la Santa Cruzada , además de Teniente General y Maestre de Batallón. Sus trabajos burocráticos debió empezarlos a ejercer apenas cumplió los 18 años de edad.  Fue Teniente de Corregidor de Don Juan Bautista Bardají y Ascón, quien fue Corregidor de Loja desde 1684 a 1688. Y el mismo cargo de Teniente de Corregidor Don Antonio lo ocupó en la administración del General Don Diego de Riofrío y Peralta como Corregidor de Loja desde 1688 a 1692. El 16 de marzo de 1678 fue nombrado Maestre de Campo por el Virrey del Perú Señor Conde de Castelar, cargo por el cual Don Antonio pagó 275 pesos de la Media Annata y en este dicho oficio sirvió 16 años; desempeñándose en el mismo con toda entereza, tino, acierto y lealtad a la Corona a la cual profesaba mucha estimación debido a su madurez y sentido de responsabilidad. Con motivo de la presencia de piratas ingleses en el puerto de Paita , tuvo cuidado de prevenir y solicitar la adecuada conducción de gente militar y guerrera para el socorro y auxilio de ese puerto que estaba siendo invado por los enemigos número uno de la Corona Española. Posterior a la muerte del Gobernador Don Jerónimo Vaca de Vega en octubre de 1693 el Señor Virrey del Perú Señor Conde de la Monclova le nombró gobernador y capitán general de la ciudad de San Francisco de Borja, Río Marañón, Maynas y Jíbaros, despachándole este título el 24 de marzo de 1694.

## El camino de Loja a San Francisco de Borja
A finales del siglo XVII Antonio Sánchez de Orellana abrió un camino directo desde la ciudad de Loja a la de San Francisco de Borja, maniobra geopolítica que le costó dinero y esfuerzo, pero que redujo significativamente el tiempo de viaje de entre dos y tres meses a menos de veinte días. Él mismo emprendió el viaje inaugural, llegando a San Francisco de Borja el 10 de agosto de 1694, después de haber pasado la peligrosa vía y ruta del Pongo de Manseriche. Allí presentó el título de Gobernador de Maynas que le había sido otorgado, y fue recibido con muestras de admiración y respeto por todos los pobladores.
Posteriormente llegó a la conclusión de que se debía abrir una nueva ruta de comunicación entre San Francisco de Borja y la ciudad de Cuenca a través del poblado de Sigse, para lo que se debía volver a fundar la ciudad de Logroño de los Caballeros, que serviría como punto medio de la ruta. Regresó entonces a Loja para iniciar la titánica empresa, que más tarde lograría consolidarse bajo su vigilancia personal. Lamentablemente la ruta no fue concluida debido a que no se logró hacer el contacto con el sacerdote que debía llegar desde San Francisco de Borja con un grupo adicional de personas para refundar la ciudad de Logroño por la merced de la Iglesia católica.
Aun así, se intentó fundar la ciudad de San Miguel de Yapara a orillas del río Ucayali, pero las condiciones del tiempo y el clima no lo permitieron. Esa fundación hubiese sido clave para definir los intereses territoriales de la Real Audiencia de Quito con respecto a las de Cuzco y Lima, pues existían vacíos en los límites, que no estaban delineados aún de forma oficial en esa zona.

## Marqués de Solanda
El título de Marqués de Solanda le fue concedido por Real Decreto del 21 de marzo de 1700, y autorizado por Real Despacho del 27 de abril del mismo año por el rey Carlos II de España, en honor a sus servicios como administrador de las tierras de Maynas y su lealtad a la Corona española. Es en el Real Despacho que se le concedió también el título previo de Vizconde de Santa Cruz, no heredable.
El título de Marqués de Solanda le costó a Don Antonio 562.500 maravedíes. La Cédula Real cita en el siguiente documento:

Por cuanto teniendo atención a las Calidades que concurren en vos Maestre de Campo Don Antonio Sánchez de Orellana, mi Gobernador y Capitán General de la Ciudad de San Francisco de Borja en el mi Reino del Perú, a vuestros servicios y a la satisfacción con que estáis continuando lo demás honrarme y sublimarme. Por decreto señalado de mi Real mano de veintiuno de Marzo pasado de este año os he hecho merced de Título de Castilla para vos y vuestros sucesores. Y porque habéis elegido el Título de Marqués de Solanda, mi voluntad es que ahora y de aquí en adelante, vos el dicho Don Antonio Sánchez de Orellana y los dichos vuestros herederos y sucesores cada uno en su tiempo perpetuamente para siempre jamás, os podáis  llamar e intitular y os llaméis e intituléis, llamen e intitulen y os hago e intitulo MARQUÉS DE SOLANDA.
 San Lorenzo del Escorial a veinte y siete de abril de mil setecientos años. YO EL REY.

## Últimos años y fallecimiento
En 1701 fue nombrado Corregidor de Loja, cargo en el que se mantuvo hasta 1703, y aunque algunos fiscales de Quito hablan de que ejerció el puesto por más diez años, existen documentos que prueban su informe de rendición de cuentas a la Real Audiencia en 1704.
Cuando los portugueses invadieron Maynas en 1707, Antonio no puso interés en el tema debido a que ya no era su competencia jurídica intervenir en esos temas, los mismos que había pronosticado tiempo atrás. La Real Audiencia de Quito ordenó entonces enviar cien militares para la guarnición y defensa del río Marañón, además de una provisión para Sánchez de Orellana en la que se le pedía esperar el contingente militar y asistir a la zona de conflicto. Antonio respondió a las órdenes desde la ciudad de Cuenca, en documento fechado el 18 de junio de 1708, explicando que hacía tres meses él había suplicado al virrey Manuel de Oms y de Santa Pau para que le admitiese las renuncias de sus cargos debido a su delicado estado de salud, quebrantado a raíz de sus últimas visitas a Maynas y Jíbaros. La renuncia fue aceptada oficialmente en 1712 por el virrey encargado, Diego Ladrón de Guevara.
Posteriormente continuó viviendo en la ciudad de Cuenca, y en 1710 pasó a Latacunga, donde su hijo Pedro Javier había sido nombrado corregidor de esa jurisdicción, viviendo a su lado los últimos años de su vida. El 2 de abril de 1728, estando en la residencia de su primogénito, mandó a citar al escribano Guillermo Jerez de Espinosa y le entregó a este su testamento cerrado. Murió en 1730, en la mansión de la familia ubicada en el centro de la ciudad de Latacunga, siendo precisamente Pedro Javier quien heredaría el marquesado de Solanda.

## Legado
El primer Marqués de Solanda, quien inauguraría la casa nobiliaria española más poderosa en los territorios de la Real Audiencia de Quito, es recordado no solo por haber ejercido varios cargos públicos en el Corregimiento de Loja, sino por su pensamiento visionario al abrir de cuenta propia un camino de transporte para conectar las ciudades de Loja con San Francisco de Borja, y el intento fallido de unir esta última con Cuenca a través de Logroño de los Caballeros y Sigse.
Los historiadores lojanos lo consideran como el precursor de la defensa territorial de la Amazonía  ecuatoriana (entonces quitense), y presumen que si su participación hubiese sido más enérgica y constante en la limitación de la frontera, no hubieran existido los conflictos territoriales y disputas limítrofes que desarrollaron posteriormente Ecuador y Perú en las cuencas bajas y altas que forman el río Amazonas y su secuencia fluvial.

## Genealogía
|  |                                                                           |  |  |  |  |  |  |  |  |  |  |  |  |  |  |  |
|  | 16. Hernando Sánchez de Orellana                                          |  |  |  |  |  |  |  |  |  |  |  |  |  |  |  |
|  |                                                                           |  |  |  |  |  |  |  |  |  |  |  |  |  |  |  |
|  |                                                                           |  |  |  |  |  |  |  |  |  |  |  |  |  |  |  |
|  | 8. Capitán Álvaro Sánchez de Orellana                                     |  |  |  |  |  |  |  |  |  |  |  |  |  |  |  |
|  |                                                                           |  |  |  |  |  |  |  |  |  |  |  |  |  |  |  |
|  |                                                                           |  |  |  |  |  |  |  |  |  |  |  |  |  |  |  |
|  | 17. María Martínez                                                        |  |  |  |  |  |  |  |  |  |  |  |  |  |  |  |
|  |                                                                           |  |  |  |  |  |  |  |  |  |  |  |  |  |  |  |
|  |                                                                           |  |  |  |  |  |  |  |  |  |  |  |  |  |  |  |
|  | 4. Capitán Antonio Sánchez de Orellana                                    |  |  |  |  |  |  |  |  |  |  |  |  |  |  |  |
|  |                                                                           |  |  |  |  |  |  |  |  |  |  |  |  |  |  |  |
|  |                                                                           |  |  |  |  |  |  |  |  |  |  |  |  |  |  |  |
|  | 18. Pedro Daza                                                            |  |  |  |  |  |  |  |  |  |  |  |  |  |  |  |
|  |                                                                           |  |  |  |  |  |  |  |  |  |  |  |  |  |  |  |
|  |                                                                           |  |  |  |  |  |  |  |  |  |  |  |  |  |  |  |
|  | 9. María Daza                                                             |  |  |  |  |  |  |  |  |  |  |  |  |  |  |  |
|  |                                                                           |  |  |  |  |  |  |  |  |  |  |  |  |  |  |  |
|  |                                                                           |  |  |  |  |  |  |  |  |  |  |  |  |  |  |  |
|  | 19. María Nieto                                                           |  |  |  |  |  |  |  |  |  |  |  |  |  |  |  |
|  |                                                                           |  |  |  |  |  |  |  |  |  |  |  |  |  |  |  |
|  |                                                                           |  |  |  |  |  |  |  |  |  |  |  |  |  |  |  |
|  | 2. Capitán Clemente Sánchez de Orellana y Goyas                           |  |  |  |  |  |  |  |  |  |  |  |  |  |  |  |
|  |                                                                           |  |  |  |  |  |  |  |  |  |  |  |  |  |  |  |
|  |                                                                           |  |  |  |  |  |  |  |  |  |  |  |  |  |  |  |
|  | 20. Juan Francisco de Goyas                                               |  |  |  |  |  |  |  |  |  |  |  |  |  |  |  |
|  |                                                                           |  |  |  |  |  |  |  |  |  |  |  |  |  |  |  |
|  |                                                                           |  |  |  |  |  |  |  |  |  |  |  |  |  |  |  |
|  | 10. Capitán Fermín de Goyas                                               |  |  |  |  |  |  |  |  |  |  |  |  |  |  |  |
|  |                                                                           |  |  |  |  |  |  |  |  |  |  |  |  |  |  |  |
|  |                                                                           |  |  |  |  |  |  |  |  |  |  |  |  |  |  |  |
|  | 21. María de Irrazábal                                                    |  |  |  |  |  |  |  |  |  |  |  |  |  |  |  |
|  |                                                                           |  |  |  |  |  |  |  |  |  |  |  |  |  |  |  |
|  |                                                                           |  |  |  |  |  |  |  |  |  |  |  |  |  |  |  |
|  | 5. Ana de Goyas                                                           |  |  |  |  |  |  |  |  |  |  |  |  |  |  |  |
|  |                                                                           |  |  |  |  |  |  |  |  |  |  |  |  |  |  |  |
|  |                                                                           |  |  |  |  |  |  |  |  |  |  |  |  |  |  |  |
|  | 22. Pedro Berrazueta                                                      |  |  |  |  |  |  |  |  |  |  |  |  |  |  |  |
|  |                                                                           |  |  |  |  |  |  |  |  |  |  |  |  |  |  |  |
|  |                                                                           |  |  |  |  |  |  |  |  |  |  |  |  |  |  |  |
|  | 11. Ángela de Berrazueta                                                  |  |  |  |  |  |  |  |  |  |  |  |  |  |  |  |
|  |                                                                           |  |  |  |  |  |  |  |  |  |  |  |  |  |  |  |
|  |                                                                           |  |  |  |  |  |  |  |  |  |  |  |  |  |  |  |
|  | 23. Agustina Rodríguez                                                    |  |  |  |  |  |  |  |  |  |  |  |  |  |  |  |
|  |                                                                           |  |  |  |  |  |  |  |  |  |  |  |  |  |  |  |
|  |                                                                           |  |  |  |  |  |  |  |  |  |  |  |  |  |  |  |
|  | 1. Antonio Sánchez de Orellana y Ramírez de Arellano I Marqués de Solanda |  |  |  |  |  |  |  |  |  |  |  |  |  |  |  |
|  |                                                                           |  |  |  |  |  |  |  |  |  |  |  |  |  |  |  |
|  |                                                                           |  |  |  |  |  |  |  |  |  |  |  |  |  |  |  |
|  | 12. Diego Ramírez de Arellano                                             |  |  |  |  |  |  |  |  |  |  |  |  |  |  |  |
|  |                                                                           |  |  |  |  |  |  |  |  |  |  |  |  |  |  |  |
|  |                                                                           |  |  |  |  |  |  |  |  |  |  |  |  |  |  |  |
|  | 6. Capitán Pedro Ramírez de Arellano                                      |  |  |  |  |  |  |  |  |  |  |  |  |  |  |  |
|  |                                                                           |  |  |  |  |  |  |  |  |  |  |  |  |  |  |  |
|  |                                                                           |  |  |  |  |  |  |  |  |  |  |  |  |  |  |  |
|  | 13. Constanza Ramírez de Osorio                                           |  |  |  |  |  |  |  |  |  |  |  |  |  |  |  |
|  |                                                                           |  |  |  |  |  |  |  |  |  |  |  |  |  |  |  |
|  |                                                                           |  |  |  |  |  |  |  |  |  |  |  |  |  |  |  |
|  | 3. Jacinta Ramírez de Arellano y Román                                    |  |  |  |  |  |  |  |  |  |  |  |  |  |  |  |
|  |                                                                           |  |  |  |  |  |  |  |  |  |  |  |  |  |  |  |
|  |                                                                           |  |  |  |  |  |  |  |  |  |  |  |  |  |  |  |
|  | 28. Juan Román                                                            |  |  |  |  |  |  |  |  |  |  |  |  |  |  |  |
|  |                                                                           |  |  |  |  |  |  |  |  |  |  |  |  |  |  |  |
|  |                                                                           |  |  |  |  |  |  |  |  |  |  |  |  |  |  |  |
|  | 14. Capitán Juan Salvador Román                                           |  |  |  |  |  |  |  |  |  |  |  |  |  |  |  |
|  |                                                                           |  |  |  |  |  |  |  |  |  |  |  |  |  |  |  |
|  |                                                                           |  |  |  |  |  |  |  |  |  |  |  |  |  |  |  |
|  | 29. Juana Díaz                                                            |  |  |  |  |  |  |  |  |  |  |  |  |  |  |  |
|  |                                                                           |  |  |  |  |  |  |  |  |  |  |  |  |  |  |  |
|  |                                                                           |  |  |  |  |  |  |  |  |  |  |  |  |  |  |  |
|  | 7. Bernarda Román                                                         |  |  |  |  |  |  |  |  |  |  |  |  |  |  |  |
|  |                                                                           |  |  |  |  |  |  |  |  |  |  |  |  |  |  |  |
|  |                                                                           |  |  |  |  |  |  |  |  |  |  |  |  |  |  |  |
|  | 30. Domingo Baeza                                                         |  |  |  |  |  |  |  |  |  |  |  |  |  |  |  |
|  |                                                                           |  |  |  |  |  |  |  |  |  |  |  |  |  |  |  |
|  |                                                                           |  |  |  |  |  |  |  |  |  |  |  |  |  |  |  |
|  | 15. Inés de Baeza                                                         |  |  |  |  |  |  |  |  |  |  |  |  |  |  |  |
|  |                                                                           |  |  |  |  |  |  |  |  |  |  |  |  |  |  |  |
|  |                                                                           |  |  |  |  |  |  |  |  |  |  |  |  |  |  |  |
|  | 31. Inés de Lozada                                                        |  |  |  |  |  |  |  |  |  |  |  |  |  |  |  |
|  |                                                                           |  |  |  |  |  |  |  |  |  |  |  |  |  |  |  |
|  |                                                                           |  |  |  |  |  |  |  |  |  |  |  |  |  |  |  |